# Richard von Chichester

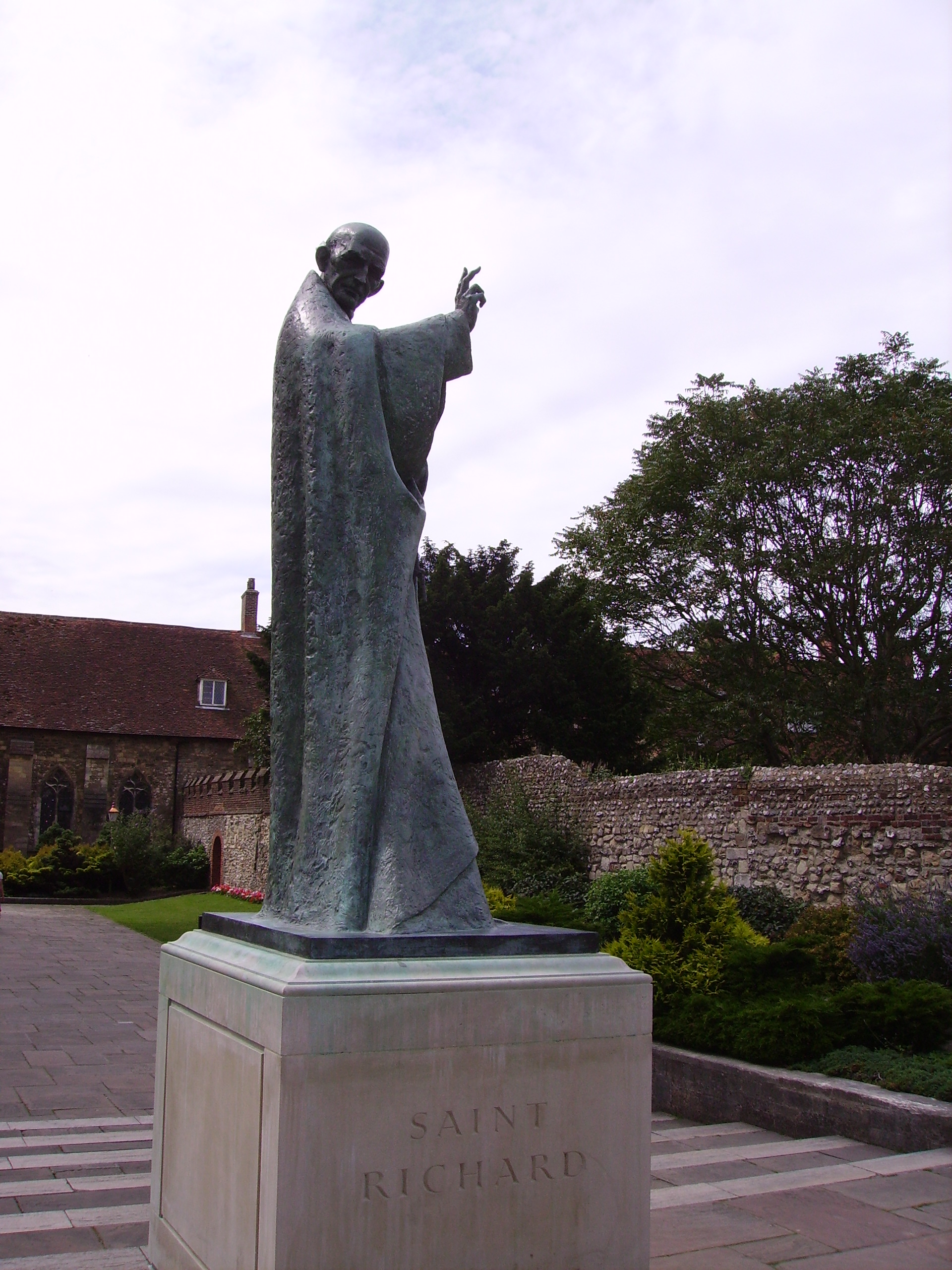
Denkmal Richards vor der Kathedrale von Chichester

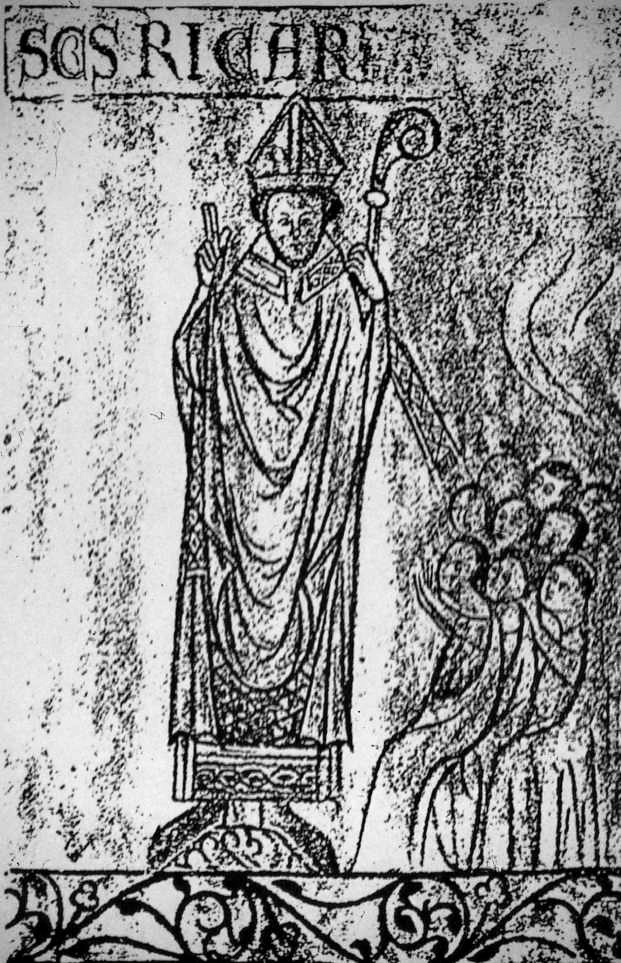
Mittelalterliches Wandbild

Richard von Chichester (* 1197 oder 1198 in Wych, heute Droitwich; † 3. April 1253 in Dover) ist ein Heiliger der römisch-katholischen Kirche, später auch der anglikanischen Kirche und ehemaliger Bischof von Chichester.

## Leben
Richard studierte in Oxford, Paris, Bologna und Orléans.
Um das Jahr 1235 wurde er Kanzler der Universität Oxford, dann Kanzler bei Edmund of Abingdon, dem Erzbischof von Canterbury und unterstützte diesen gegen König Heinrich III. Er begleitete ihn auch ins Exil nach Frankreich. Anschließend studierte Richard in Orléans Theologie. Im Jahr 1244 wurde Richard von den Bischöfen zum Bischof von Chichester gewählt, König Heinrich betraute jedoch einen Mann seines Vertrauens mit diesem Amt. Papst Innozenz IV. weihte zwar Richard 1245 zum Bischof, doch der König hinderte ihn daran, seinen Amt anzutreten. So verwaltete Richard sein Bistum von unterwegs, was ihn zusammen mit seinem bescheidenen Lebensstil den einfachen Menschen näher brachte.
Erst 1247 gab König Heinrich unter Androhung der Exkommunikation nach und Richard konnte in Chichester residieren. Doch auch jetzt behielt er seinen Lebensstil bei und wirkte als Seelsorger. In seinen letzten Lebensjahren warb er erfolgreich für den Kreuzzug.
Nach seinem Tod wurde Richard in der Kathedrale von Chichester beigesetzt. Sein Grab war bis zu seiner Zerstörung im Jahre 1538 auf Befehl des englischen Königs Heinrich VIII. durch die Adligen von Sussex ein beliebter Wallfahrtsort.

## Gebet
“Thanks be to thee, my Lord Jesus Christ, for all the benefits Thou hast given me, for all the pains and insults thou hast borne for me. O most merciful redeemer, friend and brother, may I know thee more clearly, love thee more dearly and follow thee more nearly, day by day.”

„Ich danke dir, mein Herr Jesus Christus, für all die Vorteile, die du mir gegeben hast, für all die Schmerzen und Beleidigungen, die du für mich getragen hast. Oh, barmherzigster Erlöser, Freund und Bruder, möge ich dich immer klarer erkennen, dich immer inniger lieben und dir immer treuer nachfolgen.“

## Verehrung
Richard von Chichester ist der Patron der Fuhrleute. Er wird im Bischofsornat dargestellt, mit einem Kelch zu seinen Füßen, den er umgestoßen haben soll, ohne dass etwas verschüttet wurde.
Sein Gedenktag ist der 16. Juni in der anglikanischen, der 3. April in der römisch-katholischen Kirche.